# Ośno Lubuskie (stacja kolejowa)
Ośno Lubuskie – nieczynna stacja kolejowa w Ośnie Lubuskim, w województwie lubuskim, w Polsce.